# 붉은청년근위대
붉은청년근위대(붉은靑年近衛隊)는 1970년 김일성의 지시로 창설된 당시 만 14~16세의 남녀 학생을 대상으로 한 학생군사조직을 말한다.

## 연혁
1968년 1·21 사태 및 푸에블로호 피랍 사건에 따른 내부의 긴장 상태를 이용해 창설 및 발기되었다. 당시 북한의 각 사회단체 에서는 “당과 김일성의 명령 지시 관철에 근위대·결사대가 되자”는 구호를 외치며 결의문을 채택해 김일성에게 전달했다. 이 결의문을 받은 김일성은 1969년 4월 각 단체의 결의문을 수락하는 형식으로 학생조직인 붉은청년근위대의 편성을 지시했는데, 이 지시에 따라 1970년 9월에 정식으로 창설되었다.
북한은 붉은청년근위대를 ‘항일혁명투쟁시기의 청년의용군과 소년선봉대의 영광스런 계승자’라고 선전하고 있다. 그리 고 이들은 중국의 홍위병처럼 젊을 때부터 사상을 개조하여 ‘반혁명적 요소’를 제거시켜 주체사상의 첨병으로 매어두려고 하는 전위부대이자, 동시에 김정일의 친위대인 3대혁명소조의 예비대로서의 사명, 그리고 유사시에는 정규군의 하급간부(하 사관) 보충요원으로서의 사명을 띠고 있다.
붉은청년근위대는 학교단위별로 중대 또는 대대급으로 편성되며 총인원은 100만여 명 정도로 알려져 있다. 지휘통제는 과거에는 당 군사부가 맡았던 것으로 보이지만, 얼마 전까지는 당 민방위부가 담당하고 있었다. 전시가 되면 인민무력부의 지휘통제하에 들어가게 되며, 훈련 동원 시에는 청년동맹과 내각 산하의 교육위원회 예하로 편입된다. 이들은 연간 160시 간의 교내훈련과 재학 중 한 번 여름방학기간을 이용하여 7 일간의 야영훈련소 입영훈련과 비상소집훈련 등을 받는다. 병 영훈련 시에는 일부에게 개인화기 및 공용화기가 지급된다.
이들의 주요 임무는 반혁명적 요소를 제거하여 최고사령 관을 결사옹위하는 친위대로서 전투력 향상의 선도적 역할 을 하며 유사시에는 후방지역 방어 및 군대 하급간부 보완을 위한 후비대·결사대로서의 임무를 수행한다. 훈련은 교내 군 사교육, 비상소집훈련, 훈련소 입소훈련 등으로 구분할 수 있다. 교내 군사훈련은 매주 토요일 4시간씩 실시하며 제식훈련, 각개전투 등 기본 군사훈련은 물론 장애물 극복, 수류탄 투척, 민방위 경보시 대응요령 등의 훈련을 받는다.
북한은 “붉은청년근위대는 정규군이 신뢰할 수 있을만한 예비대로서 준비되어 있다.”며 그 성장모습을 평가하고 있는데, 북한은 이들을 언제라도 대량 동원할 수 있도록 준비시 키고 있다.
또한 북한은 2012년 4월 15일 태양절에 대규모 군열병식 을 진행하였는데, 2010년 10월 노동당 창건 65돌 경축행사에 이어 1년 6개월 만에 다시 붉은청년근위대가 참가하였다. 이 337는 ‘김정은 시대’의 개막에 맞춰 청년층의 지지를 대내외에 과 시하려는 의도가 담긴 것으로 분석되고 있다.

## 같이 보기
- 교도대
- 노농적위군